# Schicksalsgöttin

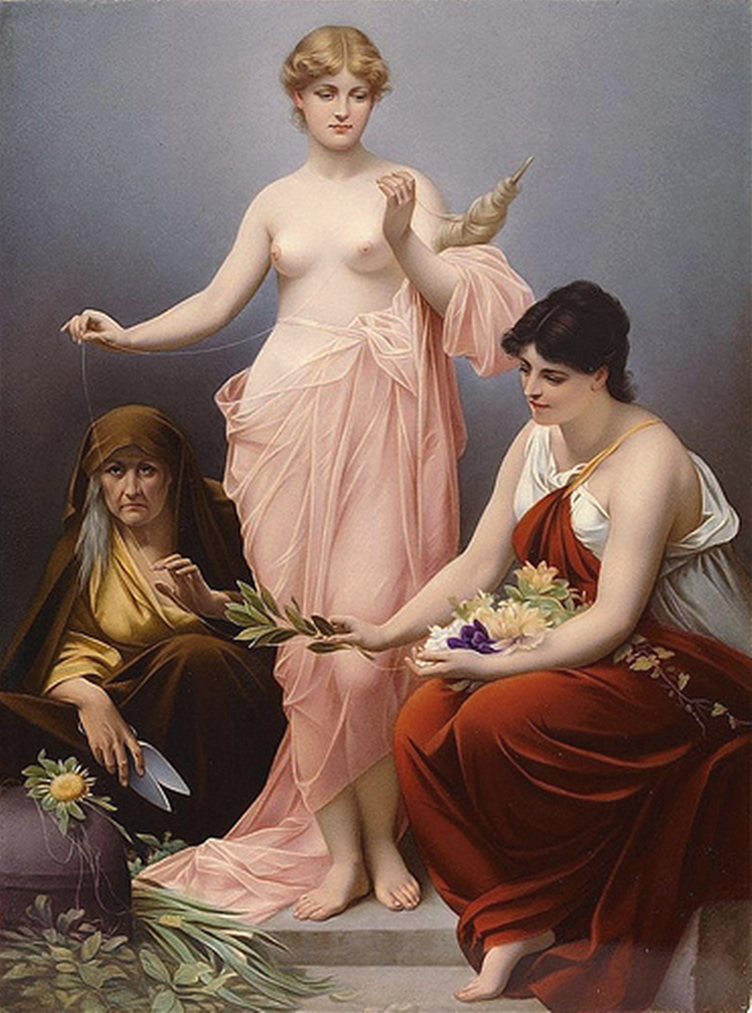
Die drei Schicksalsgöttinen (Moiren), Gemälde von Paul Thumann

Als Schicksalsgöttin bezeichnet man in der Mythologie eine Verkörperung von „Schicksal“, „Verhängnis“ und ähnlicher Konzepte als weibliche Gottheit. Häufig spielt dabei nicht eine einzelne Gottheit die tragende Rolle, sondern eine Dreiheit von Schicksalsgöttinnen.
Zu den Schicksalsgöttinnen gehören zum Beispiel:
- in der griechischen Mythologie
  - die Moiren Klotho, Lachesis und Atropos bzw. Moira[2] als Verkörperung des einem Menschen zugewiesenen (mehr oder minder gerechten) Schicksals. Der Mensch kann sich gegen dieses Schicksal auflehnen und wird dadurch zum tragischen Helden.
  - Ananke,[3] das Verhängnis, das nicht unbedingt gerecht sein muss
  - Heimarmene,[4] das unausweichliche, zwingende Schicksal
  - Tyche,[2] der blind waltende Zufall
- in der etruskischen Mythologie
  - die Lasen[5]
- in der römischen Mythologie
  - die Parzen,[2] entsprechend den griechischen Moiren
  - Fortuna,[2] das Glück, vergleichbar der griechischen Tyche in ihrer Erscheinung als Agathe Tyche („günstiger Zufall“)
- in der germanischen Mythologie die Nornen Urd, Verdandi und Skuld[2]
- in der slawischen Mythologie die Zorya.[6]
- In der baltischen Mythologie erscheint Laima als Personifizierung des Schicksals.